# Нижні Карачури
Ни́жні Карачу́ри (рос. Нижние Карачуры, чув. Пĕчĕк Карачура) — присілок у Чувашії Російської Федерації, у складі Єфремкасинського сільського поселення Аліковського району.
Населення — 36 осіб (2010; 55 в 2002, 118 в 1979, 134 в 1939, 125 в 1926, 99 в 1897, 78 в 1858).
Національний склад (на 2002 рік):
- чуваші — 100 %

## Історія
Засновано у першій половині 19 століття переселенцям з присілку Карачуріна. До 1866 року селяни мали статус державних, займались землеробством, тваринництвом, бондарством, виробництвом одягу. На початку 20 століття діяло 3 вітряки. 1931 року створено колгосп «Социализм çулĕпе». До 1927 року присілок входив до складу Яндобинської та Асакасинської волостей Ядринського повіту, з переходом на райони 1927 року — спочатку у складі Вурнарського району, у період 1939–1956 років — у складі Калінінського, у період 1956-1962 років — у складі Аліковського району, у період 1962-1965 років — знову у складі Вурнарського, після чого повернуто до складу Аліковського району.